# Annabelle (lalka)

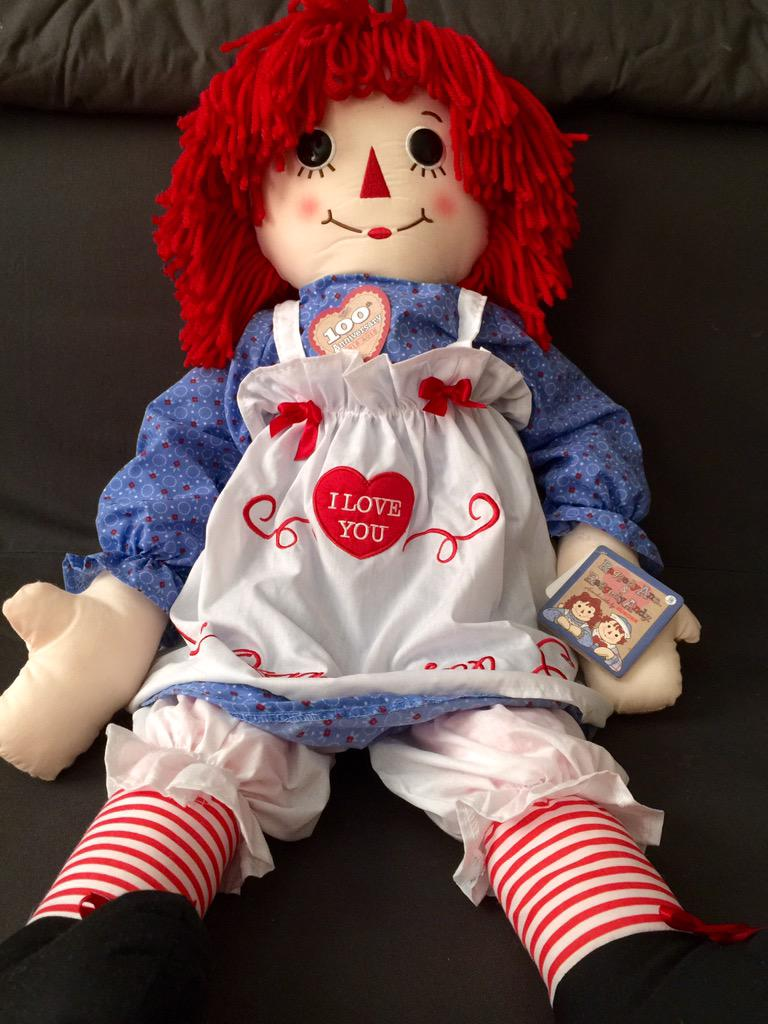
Lalka Raggedy Ann

Annabelle – nawiedzona lalka Raggedy Ann, przechowywana w okultystycznym muzeum badaczy zjawisk paranormalnych, Eda i Lorraine Warrenów. Przeniesiono ją tam po domniemanych nawiedzeniach w 1970 roku. Postać rzekomo oparta na tej lalce jest jednym z antagonistów pojawiających się w uniwersum Obecności.
W maju 2025 roku lalka wyruszyła w tournée po kilku stanach USA w ramach „Devil's on The Run Tour”, którego pierwszym przystankiem był Nowy Orlean w Luizjanie.

## Tło
Według małżeństwa Warrenów studentka pielęgniarstwa otrzymała lalkę w 1970 roku. Twierdzili, że lalka zachowywała się dziwnie, a medium przekazało studentce, iż w zabawce mieszka duch zmarłej dziewczynki o imieniu „Annabelle”. Studentka wraz ze współlokatorką próbowały zaakceptować i otoczyć opieką lalkę opętaną przez ducha, lecz ta podobno przejawiała złośliwe i przerażające zachowania. Właśnie wtedy, jak mówią Warrenowie, skontaktowano się z nimi po raz pierwszy; po uznaniu lalki za demonicznie opętaną, przenieśli ją do swojego muzeum. Lalka pozostawała w szklanej gablocie w Okultystycznym Muzeum Warrenów w Monroe w stanie Connecticut aż do zamknięcia placówki z powodu naruszeń przepisów dotyczących zagospodarowania przestrzennego.
Joseph Laycock, adiunkt religioznawstwa na Texas State University, twierdzi, że większość sceptyków odrzuca muzeum Warrenów jako „pełne zwykłych halloweenowych rupieci: lalek i zabawek, książek, które można kupić w każdej księgarni”. Laycock określa legendę o Annabelle jako „ciekawe studium relacji między popkulturą a folklorem paranormalnym” i spekuluje, że motyw demonicznej lalki, spopularyzowany przez filmy takie jak Laleczka Chucky, Ukochana laleczka i Obecność, prawdopodobnie wywodzi się z wczesnych legend o lalce Robert oraz z odcinka Strefy mroku zatytułowanego „Living Doll”, wyemitowanego pięć lat przed historią Warrenów, w którym matka nosi imię Annabelle. Laycock sugeruje, że „idea demonicznie opętanych lalek pozwala współczesnym demonologom doszukiwać się nadprzyrodzonego zła w najbardziej banalnych, domowych przestrzeniach”.
Komentując rozgłos medialny wokół okultystycznego muzeum Warrenów, zbiegający się z premierą filmu „Obecność”, popularyzatorka nauki Sharon A. Hill stwierdziła, że wiele mitów i legend otaczających małżeństwo Warrenów „wydaje się być ich własnym dziełem”, a wielu osobom może być trudno „oddzielić Warrenów od ich hollywoodzkiego wizerunku”. Hill skrytykowała sensacyjne relacje prasowe dotyczące muzeum oraz lalki Annabelle. Powiedziała: „Podobnie jak prawdziwy Ed Warren, prawdziwa Annabelle jest w gruncie rzeczy znacznie mniej imponująca”. Odnosząc się do nadprzyrodzonych twierdzeń Eda Warrena na temat Annabelle, Hill dodała: „Nie mamy nic poza słowem Eda, zarówno jeśli chodzi o tę historię, jak i o pochodzenie eksponatów w muzeum”.
Lalka została również opisana w biografii małżeństwa Warrenów autorstwa Geralda Brittle’a z 1980 roku, zatytułowanej „The Demonologist”.

## Kultura masowa
Historia lalki opowiedziana przez Warrenów posłużyła jako inspiracja dla filmowego wizerunku Annabelle wchodzącej w skład uniwersum Obecności, obejmującego filmy: Annabelle, Annabelle: Narodziny zła oraz Annabelle wraca do domu. Producenci nie użyli wizerunku Raggedy Ann, częściowo z powodu potencjalnych problemów z prawami do znaku towarowego, a częściowo, aby nadać lalce bardziej niepokojący wygląd odpowiedni dla horroru; jej wygląd opisano jako „przerażającą porcelanową lalkę, która jest zdeformowana i natychmiast budzi grozę”.
Postać po raz pierwszy pojawia się w filmie Jamesa Wana Obecność, a następnie zalicza krótkie występy w jego kontynuacji Obecność 2 oraz w filmach Michaela Chavesa Topielisko. Klątwa La Llorony i Obecność 3: Na rozkaz diabła. Pojawia się także w filmach z rozszerzonego uniwersum DC: Aquaman i Shazam!, wyreżyserowanych odpowiednio przez Wana oraz Davida F. Sandberga, twórcę Annabelle: Narodziny zła. Lalka pojawia się również w filmie Shazam! Gniew bogów, także wyreżyserowanym przez Sandberga.